# 酷澎

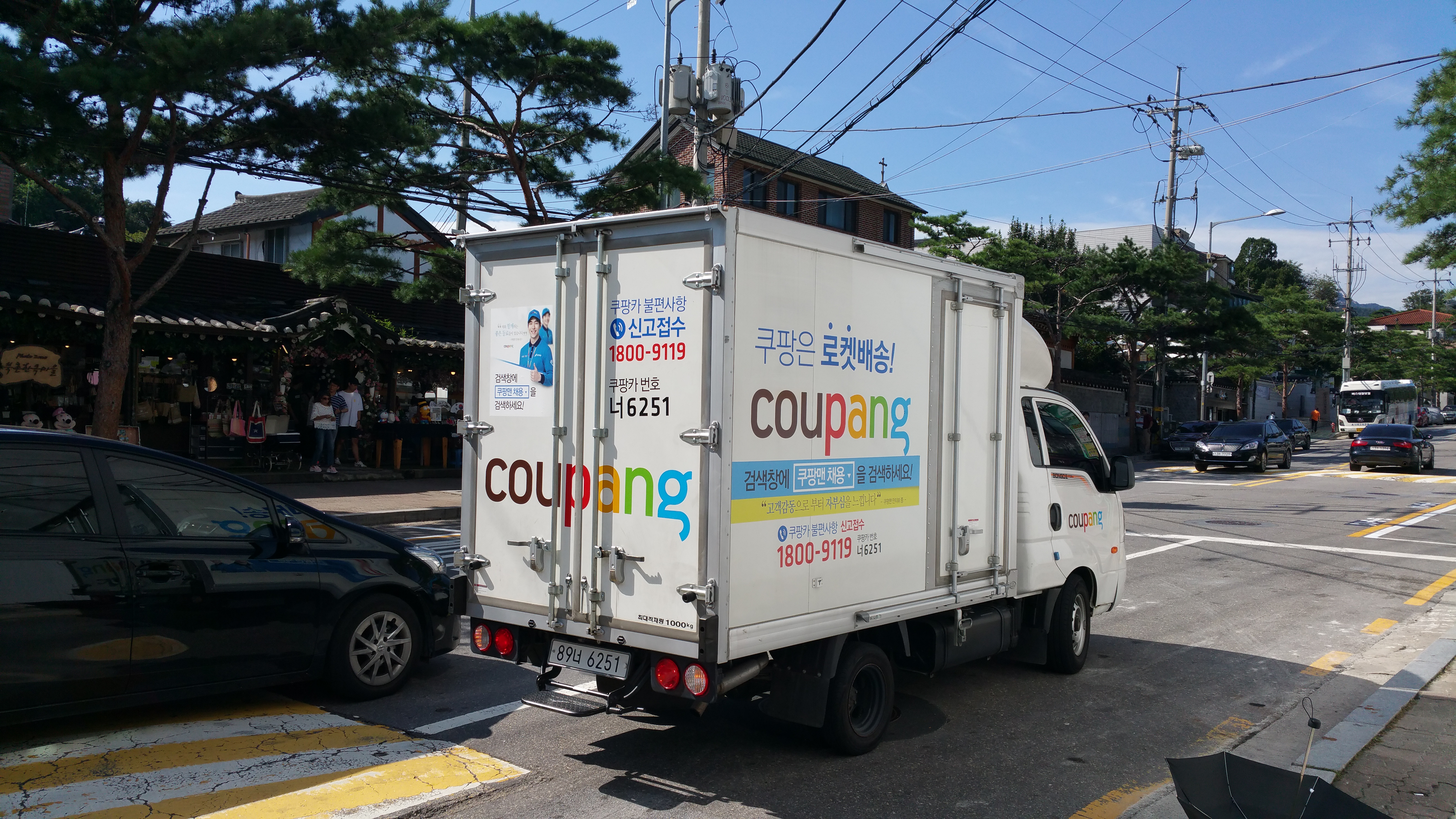
在韓國首尔特別市的Coupang运货卡车。

酷澎（韓語：쿠팡）是韩国的創辦人兼執行長金範錫(Bom Kim) 於美國成立，由于巨大的跨国企业规模和在韩国网路市场的主要地位，Coupang被称誉是「亞洲Amazon」。酷澎全球會員突破3000萬人創新高，在台灣的營收快速增加成長。Coupang在紐約證券交易所（紐約證券交易所代碼：CPNG）上市，是美國《財星》200強的美國科技公司，旗下品牌包括Coupang酷澎、Coupang Eats酷食外送、Coupang Play酷流影音及 Farfetch，提供零售、餐廳配送、影音串流及金融科技服務。

## 简介
酷澎于2010年由金范锡创立，当时他还是哈佛大学的一名学生，在商学院攻读MBA，创立公司后六个月从商学院辍学。
2016 獲選富比世(Forbes)雜誌「2016全球創變者」、獲選麻省理工科技評論雜誌「全球50家最聰明企業」
2021 於紐約證交所首次公開募股
2022 於台灣推出火箭速配與火箭跨境服務
2023  入選美國財星500強排名第195名、啟用台灣第二座物流中心、收購Farfetech
2024  入選美國財星500強排名第168名，全球營收超過300億美元。